# Griechische EU-Ratspräsidentschaft 2014
Die griechische Ratspräsidentschaft bezeichnete den Vorsitz Griechenlands im Ministerrat der EU für die erste Jahreshälfte 2014. Damit beendete Griechenland die Trio-Ratspräsidentschaft mit Irland und Litauen.
Es war der fünfte Ratsvorsitz Griechenlands (nach 1983, 1988, 1994 und 2003).

## Prioritäten der griechischen EU-Ratspräsidentschaft
Die Prioritäten der griechischen Ratspräsidentschaft wurden am 7. August 2013 von dem griechischen Vizeministerpräsidenten und Außenminister Evangelos Venizelos im Ministerkabinett präsentiert und einstimmig angenommen. Diese sind:
- Entwicklung, Beschäftigung, Kohäsion;
- Vertiefung der EU-Integration der Euro-Zone;
- Migration, Grenzen, Mobilität;
- das Meer.

Das Europäische Parlament hat die Ergebnisse der griechischen Ratspräsidentschaft am 2. Juli 2014 mit dem griechischen Ministerpräsidenten Antonis Samaras im Plenum diskutiert. Samaras hat als positive Ergebnisse der griechischen Ratspräsidentschaft.
- den Fortschritt bei der Bankenunion,
- die Verbesserung des Grenz- und Einwanderungsmanagements und
- die Grundlagen für die Schaffung von mehr Arbeitsplätzen und Wachstum

angeführt. Samaras meinte unter anderem: „Europa hat funktioniert. Unsere Union hat Probleme, aber sie hat auch die Kapazität, diese Probleme zu lösen und voranzuschreiten“. Griechenland und die ganze EU hätten vor ernsthaften Herausforderungen in den vergangenen drei Jahren gestanden. Die Menschen überall in der Europäischen Union hätten aber auch Solidarität gezeigt und die Fähigkeit, etwas zu verändern und wettbewerbsfähiger zu werden.

## Logo
Anders als die vorherige Trio-Ratspräsidentschaft Spanien/Belgien/Ungarn nutzen weder Polen/Dänemark/Zypern noch aktuell Irland/Litauen/Griechenland ein gemeinsames Logo. Das griechische Logo kombiniert europäische und lokale Symbole in stilisierter Form. Der grafische Teil des Logos stellt ein Schiff auf blauem, grauem oder schwarzem Hintergrund dar. Die stilisierten Symbole (Segel) und U (Schiffskörper) stehen sinnbildlich für die Europäische Union (EU) und die blaue Farbe für das Meer, welches für Griechenland aber auch für Europa von zentraler Bedeutung, und ein wesentliches Element des griechischen Lebens und der Geschichte war und ist. Es sind mehrere Farbvarianten des Schiffes und des Hintergrundes möglich und die Kombinationen vorgegeben. Weitere Elemente, die dem Logo in der großen Variante beigefügt sein können, bilden das Relief des griechischen Festlandes und der Küstenlinie nach. Ein Halbkreis soll auf das Europäische Parlament und das antike Theater hinweisen.
Die Buchstabenkombination GR ist bedeutungsgleich mit dem offiziellen Kürzel Griechenlands (etwa in der Liste der Kfz-Nationalitätszeichen). In Verbindung mit der Jahresangabe 2014 und dem Kürzel eu wird direkt auf die griechische EU-Ratspräsidentschaft im Jahr 2014 hingewiesen.
Rechts neben dem Logo, unterhalb der Buchstaben „eu“, kann in Griechisch und/oder Englisch auf die Ratspräsidentschaft hingewiesen werden: „Hellenic Presidency of the Council of the European Union“ (Griechische Ratspräsidentschaft der Europäischen Union).

## Weiteres
- Rat der Europäischen Union
- Vorsitz im Rat der Europäischen Union
- Logos früherer EU-Ratspräsidentschaften